# Hauteville-la-Guichard
Hauteville-la-Guichard település Franciaországban, Manche megyében. Lakosainak száma 452 fő (2022. január 1.). Hauteville-la-Guichard Feugères, Le Lorey, Marigny-le-Lozon és Montcuit községekkel határos.

## Népesség
A település népességének változása:
| Lakosok száma | 463  | 374  | 358  | 425  | 456  | 469  | 469  | 473  | 477  | 452  |
|               | 1968 | 1982 | 1990 | 2006 | 2013 | 2015 | 2017 | 2019 | 2020 | 2022 |